# سیارک نوع اس

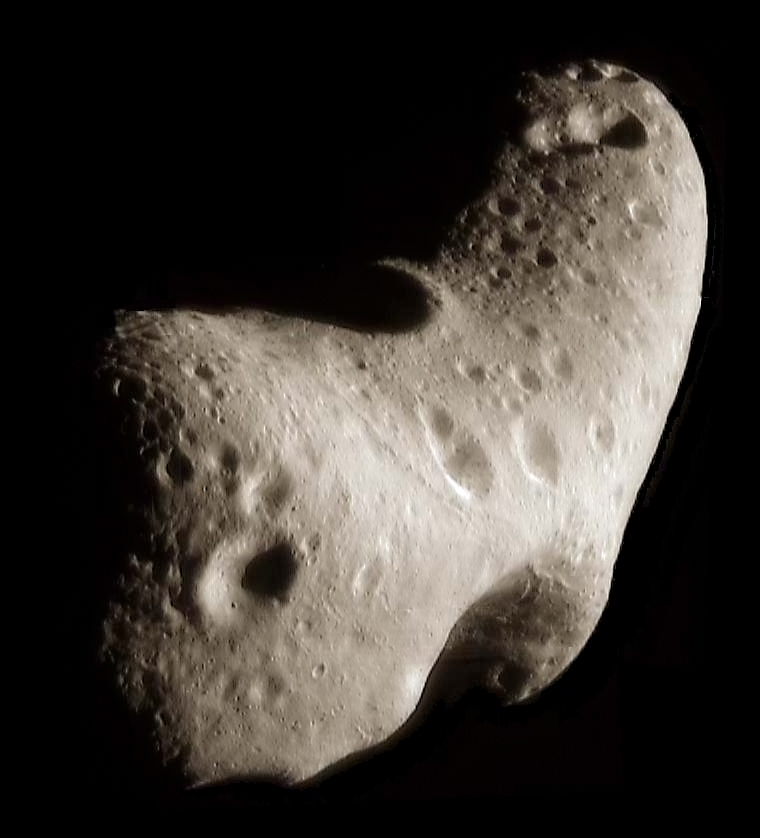
سیارک ۴۳۳ یا Eros - PIA02923 نمونه‌ای از سیارک‌های نوع اس

سیارک‌های نوع اس (به انگلیسی: S-type asteroid) یا سیارک‌های سیلیکاسیوس، همان‌گونه که از نام پیداست از یک ترکیب سنگی درست شده‌اند. تقریباً ۱۷٪ از سیارک‌ها از این گونه هستند. سیارک نوع اس دومین شایع‌ترین نوع سیارک است و پس از سیارک نوع سی؛ که بیشترین تعداد را در میان گونه‌های سیارک‌ها دارد، جا دارد.

## ویژگی‌ها
سیارک‌های نوع اس نسبتاً روشن (با سپیدایی ۰٫۱۰–۰٫۲۲) و به طور عمده از آهن و منیزیم-سیلیکات تشکیل شده‌اند. آنها در
ناحیهٔ درونی کمربند سیارک‌ها در حدود ۲٫۲ واحد نجومی بیشترین هستند و در ۳ واحد نجومی در کمربند مرکزی هستند به صورت مشترک حضور دارند، اما در فاصله‌های دورتر نادر به حساب می‌آیند. بزرگترین آنها یونومیا ۱۵ (حدود ۳۳۰ کیلومتر گستردگی در طولانی‌ترین ابعاد آن) است، و بزرگترین عضو بعدی با قطر بودن جونو ۳، آمفیتریت ۲۹، سیارک ۵۳۲ و ۷ آیریس است.